# Domažlice
Domažliceⓘ (niem. Taus) − miasto w Czechach, w kraju pilzneńskim, centrum Ziemi Chodzkiej. Według danych z 31 grudnia 2003 powierzchnia miasta wynosiła 2 461 ha, a liczba jego mieszkańców 10 944 osób.

## Demografia
| Rok             | 1970  | 1980   | 1991   | 2001   | 2003   |
| --------------- | ----- | ------ | ------ | ------ | ------ |
| Liczba ludności | 9 044 | 11 256 | 11 519 | 11 048 | 10 944 |

Źródło: Czeski Urząd Statystyczny

## Gospodarka
W mieście rozwinął się przemysł włókienniczy, maszynowy, drzewny oraz browarniczy.

## Miasta partnerskie
- Furth bei Göttweig
- Furth im Wald
- Ludres